# Louis Stanfill
Louis Stanfill (ur. 30 maja 1985 w Sacramento) – amerykański rugbysta, reprezentant kraju, uczestnik trzech Pucharów Świata.
Uprawiał koszykówkę, baseball i futbol amerykański, jednak w pierwszej klasie szkoły średniej Sacramento Jesuit High School skupił się na rugby union, a ze szkolnym zespołem dotarł do półfinałów ogólnokrajowych rozgrywek.
Podczas studiów na University of California, Berkeley od 2004 roku występował w barwach California Golden Bears. Drużyna ze Stanfillem w składzie zdobyła wówczas pięciokrotnie z rzędu tytuł uniwersyteckich mistrzów kraju. Pociągnęło to za sobą powołania do akademickiej reprezentacji kraju (Collegiate All-Americans) w latach 2005–2008.
Wystąpił we wszystkich trzech edycjach North America 4 – dla USA Hawks w 2006 i 2007, a dla USA Falcons w 2008. Na poziomie klubowym grał także dla NYAC, Canberra Royals, Seattle Saracens oraz włoskich Rugby Mogliano i Rugby Vicenza.
W amerykańskiej reprezentacji zadebiutował meczem z Kanadą w maju 2005 roku, zaś pięćdziesiąty testmecz zaliczył w listopadzie 2014 roku. Dwukrotnie wystąpił w Pucharze Świata – zagrał we wszystkich czterech meczach swojego zespołu zarówno w 2007, jak i 2011. Powołanie otrzymał także w 2015. W kadrze A rozegrał trzy spotkania podczas Americas Rugby Championship 2014.
Rodzice, Roger i Debi, pracujący w służbach mundurowych; brat Jake, również rugbysta grający na pozycji wspieracza.